# Фаршут
Фаршут (араб. فرشوط) — місто в центральній частині Єгипту, розташоване на території мухафази Кена.

## Географія
Місто знаходиться в західній частині — лівобережжя долини річки Ніл, приблизно за 55 кілометрів на захід та північний захід від Кени, адміністративного центру провінції. Абсолютна висота — 77 метрів над рівнем моря>.

## Демографія
За даними перепису 2006 року чисельність населення Фаршута становила 51 052 осіб.
Динаміка чисельності населення міста по роках:
| 1996   | 2006   |
| ------ | ------ |
| 43 796 | 51 052 |

## Транспорт
Найближчий аеропорт розташований в місті Луксор.

## Відомі уродженці
- Авраам Фаршутський — святий, шанований Коптською православною церквою.